# Manuel Carboneres y Quiles
Manuel Carboneres y Quiles (Játiva, 24 de diciembre de 1829-Valencia, 8 de febrero de 1880) fue un archivero, librero, escritor e historiador español.

## Biografía
Natural de Játiva, donde nació el día de Nochebuena de 1829, se trasladó a la capital de la provincia para estudiar. Trabajó como librero y en el archivo municipal, y dio a la imprenta obras como Nomenclátor de las puertas, calles y plazas de Valencia (1873), Relación y esplicación histórica de la solemne procesión del Corpus que anualmente celebra la ciudad de Valencia (1873), Picaronas y alcahuetas o la mancebía de Valencia (1876), Memoria sobre la fundación de la Lonja de la seda y El Centenar de la ploma. Falleció en 1880.